# Amphoe Sangkha

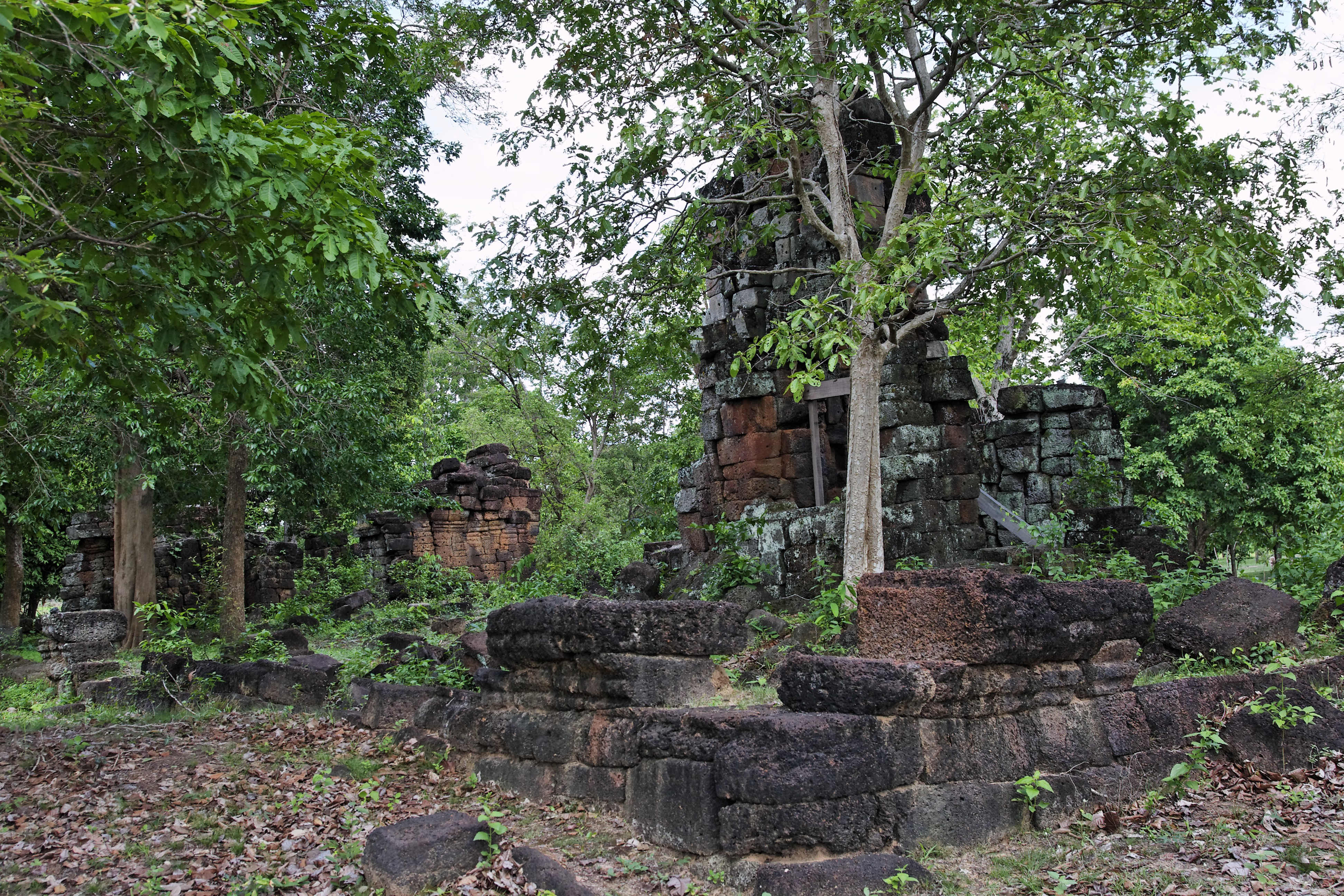
Prasat Muen Chai

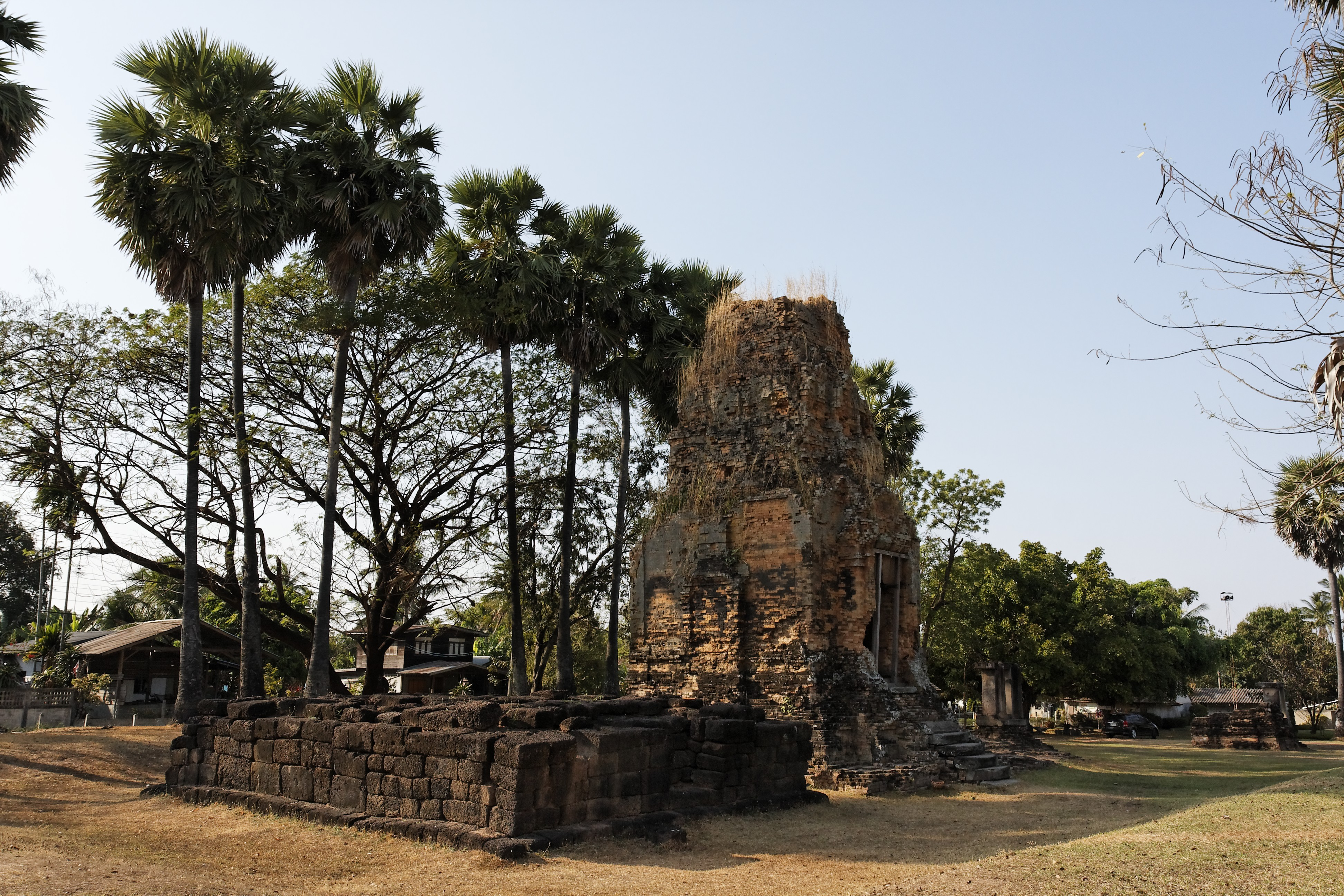
Prasat Phum Pon

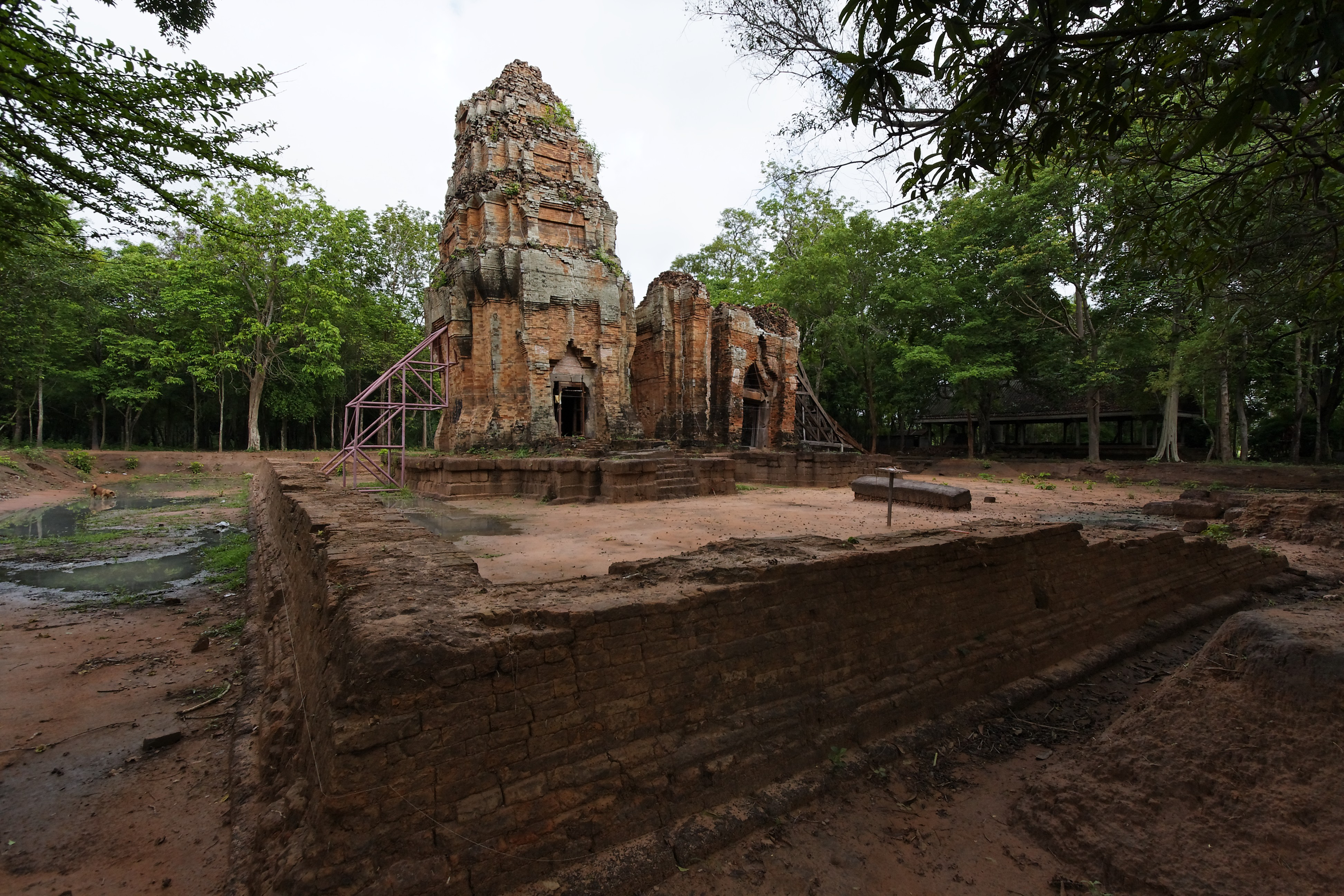
Prasat Yai Ngao

Amphoe Sangkha (Thai: อำเภอ สังขะ) ist ein Landkreis (Amphoe – Verwaltungs-Distrikt) im Süden der Provinz Surin. Die Provinz Surin liegt in der Nordostregion von Thailand, dem so genannten Isan.

## Geographie
Amphoe Sangkha grenzt an die folgenden Distrikte (von Westen im Uhrzeigersinn): an die Amphoe Kap Choeng, Prasat, Lamduan und Si Narong in der Provinz Surin, an Amphoe Khukhan der Provinz Si Sa Ket, an Amphoe Buachet wiederum in Surin sowie an die Provinz Oddar Meancheay von Kambodscha.

## Geschichte
Als im Jahr 1759 der Weiße Elefant von König Ekathat aus Ayutthaya in den Wald des Khwaeng Mueang Phimai entkommen konnte, meldete sich Chiang Kha (เชียงฆะ), der Vorsteher des Dorfes Ban Khok Atcha, und seine Gruppe freiwillig, um den Elefanten wieder einzufangen. Als sie erfolgreich waren, beförderte ihn König Ekathat zu Phra Sangkhaburi Si Nakhon Atcha (พระสังฆะบุรีศรีนครอัจจะ) und erhob 1763 sein Dorf Ban Khok Atcha zum Mueang Sangkha.
1778 führte König Taksin seine Truppen zu einem Feldzug gegen Vientiane und das Königreich Champasak. Mueang Sangkha entsendete Truppen zur Unterstützung des Königs. Nachdem König Taksin die Schlachten gewonnen hatte, beförderte er den Gouverneur von Sangkha zu einem Phraya.
1806 wurde Mueang Sangkha heraufgestuft und der Hauptstadt Bangkok unterstellt. 1828 wurde Phraya Sankhaburi (Thong Duang) zum Gouverneur von Mueang Khukhan berufen, um den zuvor getöteten Gouverneur zu ersetzen. 1907 wurde der Monthon Isan in vier Sektionen (Boriwen) unterteilt, wobei Mueang Sangkha zusammen mit  Mueang Surin der Surin-Sektion zugeteilt wurde. Zu jener Zeit war Mueang Sangkha in drei Distrikte eingeteilt, Sangkha, Si Khonphum und Changkan. 1912 wurde Monthon Isan in Monthon Roi Et und Monthon Ubon Ratchathani aufgeteilt, Mueang Surin wurde Monthon Ubon Ratchathani zugeordnet, Mueang Sankha jedoch blieb im Mueang Surin.

## Sehenswürdigkeiten
- Prasat Muen Chai – Ruinen eines Khmer-Tempels im Tambon Krathiam.
- Prasat Phum Pon – Ruinen eines Khmer-Tempels im Tambon Dom.
- Prasat Yai Ngao – Überreste eines Khmer-Prang im Tambon Sangkha.

## Verwaltung

### Provinzverwaltung
Der Landkreis Sangkha ist in zwölf Tambon („Unterbezirke“ oder „Gemeinden“) eingeteilt, die sich weiter in 186 Muban („Dörfer“) unterteilen.
| Nr. | Name       | Thai    | Muban | Einw.  |
| --- | ---------- | ------- | ----- | ------ |
| 1.  | Sangkha    | สังขะ    | 17    | 13.961 |
| 2.  | Khon Taek  | ขอนแตก  | 17    | 09.852 |
| 6.  | Dom        | ดม      | 12    | 08.033 |
| 7.  | Phra Kaeo  | พระแก้ว  | 18    | 12.848 |
| 8.  | Ban Chan   | บ้านจารย์ | 13    | 08.154 |
| 9.  | Krathiam   | กระเทียม | 21    | 13.273 |
| 10. | Sakat      | สะกาด   | 16    | 09.840 |
| 11. | Ta Tum     | ตาตุม    | 18    | 13.941 |
| 12. | Thap Than  | ทับทัน    | 16    | 11.668 |
| 13. | Ta Khong   | ตาคง    | 14    | 08.777 |
| 15. | Ban Chop   | บ้านชบ   | 11    | 10.048 |
| 17. | Thep Raksa | เทพรักษา | 13    | 09.001 |

Hinweis: Die fehlenden Nummern (Geocodes) beziehen sich auf Tambon, die heute zu Si Narong gehören.

### Lokalverwaltung
Es gibt eine Kommune mit „Kleinstadt“-Status (Thesaban Tambon) im Landkreis:
- Sangkha (Thai: เทศบาลตำบลสังขะ), bestehend aus Teilen des Tambon Sangkha sowie aus Teilen des Tambon Ban Chop.

Außerdem gibt es zwölf „Tambon-Verwaltungsorganisationen“ (องค์การบริหารส่วนตำบล – Tambon Administrative Organizations, TAO):
- Sangkha (Thai: องค์การบริหารส่วนตำบลสังขะ)
- Khon Taek (Thai: องค์การบริหารส่วนตำบลขอนแตก)
- Dom (Thai: องค์การบริหารส่วนตำบลดม)
- Phra Kaeo (Thai: องค์การบริหารส่วนตำบลพระแก้ว)
- Ban Chan (Thai: องค์การบริหารส่วนตำบลบ้านจารย์)
- Krathiam (Thai: องค์การบริหารส่วนตำบลกระเทียม)
- Sakat (Thai: องค์การบริหารส่วนตำบลสะกาด)
- Ta Tum (Thai: องค์การบริหารส่วนตำบลตาตุม)
- Thap Than (Thai: องค์การบริหารส่วนตำบลทับทัน)
- Ta Khong (Thai: องค์การบริหารส่วนตำบลตาคง)
- Ban Chop (Thai: องค์การบริหารส่วนตำบลบ้านชบ)
- Thep Raksa (Thai: องค์การบริหารส่วนตำบลเทพรักษา)